# Günəşli
Günəşli est un village d'Azerbaïdjan faisant partie du raion de Khojavend. C'était jusqu'en 2020, une communauté rurale de la région de Hadrout, au Haut-Karabagh, sous le nom de Norashen (en arménien : Նորաշեն), qui comptait 112 habitants en 2005.